# Mattheus Borrekens
Mattheus Borrekens (1615 k.– Antwerpen, 1670. december 25.) flamand rézmetsző, Jean Baptiste Borrekens festő testvére.
1635-ben II. Petrus de Jode tanítványa volt. Sikertelenül pályázott a Lajos Vilmos főherceg bevonulása Gentbe című plakett elkészítésére. Abraham van Diepenbeke rajza nyomán ő metszette Christoph Butkens arcképét.